# Klara Hitler
Klara Hitler, född Pölzl den 12 augusti 1860 i Weitra, Niederösterreich, död 21 december 1907 i Linz, var Adolf Hitlers mor. Hon var gift med Alois Hitler från 1885 i dennes tredje äktenskap.

## Biografi
Klara Hitler var dotter till Johann Baptist Pölzl och Johanna Hiedler.
När Alois Hitlers andra hustru Franziska (född Matzelsberger) låg sjuk i tuberkulos gjorde han kökspigan Klara Pölzl med barn. Strax efter hustruns död år 1884 gifte Alois sig med Klara.
I familjen där sonen Adolf Hitler tillsammans med fem syskon (varav endast systern Paula nådde vuxen ålder) växte upp var Klara den varma, kärleksfulla och sammanhållande kraften och stod i bjärt kontrast mot den stränge fadern. Med tiden växte ett starkt band fram mellan Adolf Hitler och modern. Sonen hade in i det sista ett fotografi av modern i sin bröstficka.
Vid faderns död år 1903 efterlämnades en större pension vilket gjorde att familjen kunde fortsätta ett något så när drägligt liv. År 1906 drabbades modern av bröstcancer och efter en resultatlös behandling avled hon i december 1907. Sonen Adolf hade ständigt vakat vid hennes sjuksäng under de sista veckorna.

## Bilder

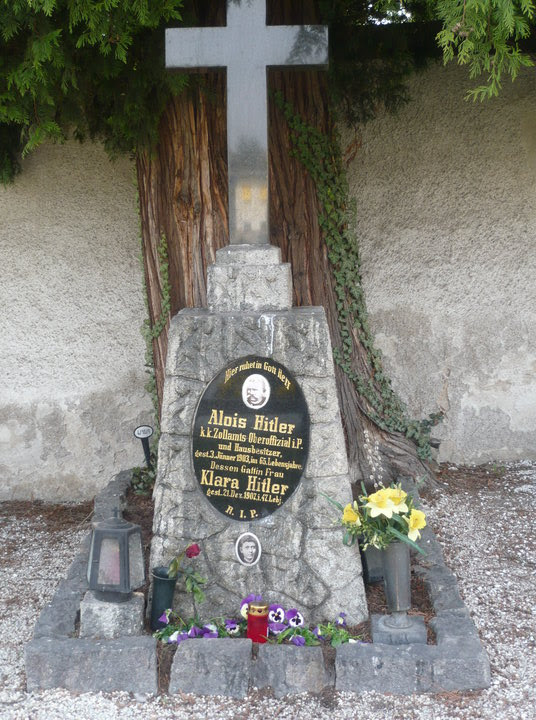
Alois och Klara Hitlers grav på Pfarrfriedhof Leonding.